# پارویر اسکایوردی

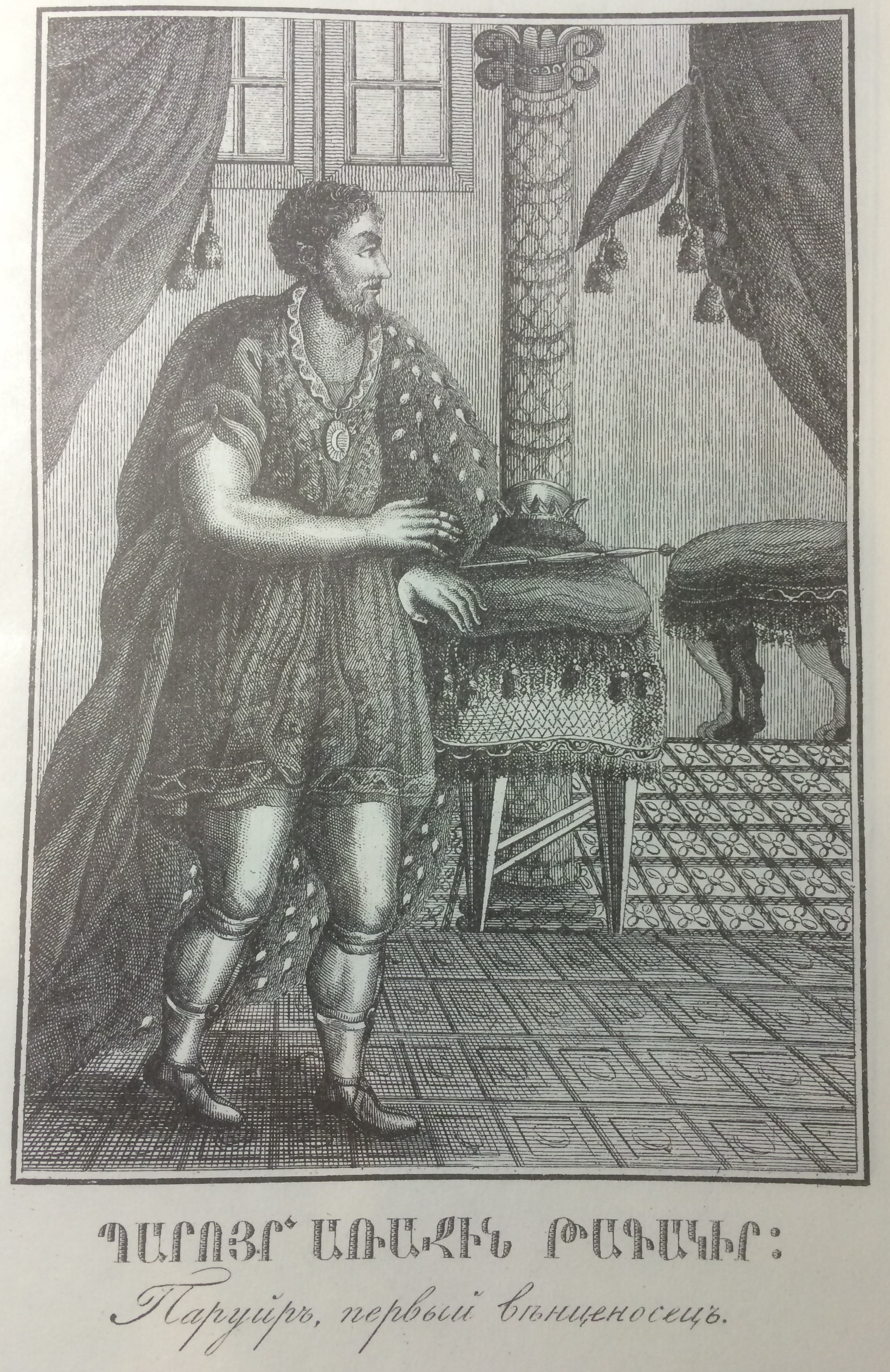
تصویری خیالی از پادشاه پارویر پسر اسکایوردی در قرن نوزدهم میلادی

پارویر اسکایوردی که نام او به صورت پارویر یا پارویر پسر اسکایوردی هم ثبت شده است، پادشاه ارمنی بود که در تاریخ مکتوب مووسی خورناتسی نام او در خلال وقایع قرن هفتم پیش از میلاد ذکر شده است. خورناتسی او را از نوادگان هایک بزرگ معرفی کرده است و گزارش می‌دهد که او به پادشاه ماد «وارباکس» کمک کرد تا پادشاه آشوریان، «سارداناپالوس»، را شکست دهد و در عوض حکومت بر سرزمین ارمنستان را تحت امر او بر عهده گرفت و بدین ترتیب، «نخستین کسی بود که در ارمنستان سلطنت کرد». نظریه‌های متفاوتی دربارهٔ هویت تاریخی احتمالی پارویر اسکایوردی وجود دارد که نام دوم او گاهی به معنای «پسر یک اسکیث یا سکایی» است یا به معنی «از تبار سکاییان» تفسیر می‌شود. بر اساس دیدگاه دیگری، او را می‌توان با پادشاه سکایی، بارتاتوآ، که در نیمه نخست قرن هفتم قبل از میلاد می‌زیست، انطباق داد. برخی دیگر از محققان بر این باورند که او فرمانروای آرمه شوپریا بود (که بر اساس نظریه‌های رایج، پیش‌زمینه ملت کنونی ارمنی بوده‌اند). طبق این نظریه، آرمه شوپریا در حدود سال ۶۱۲ قبل از میلاد با مادها علیه آشوری‌ها متحد شدند. برخی دیگر بر این باورند که او فرمانروای یک سرزمین سکایی در کنفدراسیون اتیونی بوده است، که باز هم در فرضیه‌ای حدس زده‌اند که نهاد سیاسی اولیه ارمنیان بوده است.

## نام
هراچیا آچاریان نام پارویر (Paruyr در تلفظ امروزی ارمنی) را از کلمه ارمنی paroyr هم‌ریشه دانسته که معنای «دایره، مارپیچ» می‌دهد. آچاریان اسکایوردی را نام پدر پارویر می‌داند و به قول موسیس خورناتسی این کلمه را برساخته از واژه skay می‌داند که معنای «غول» می‌داده و ordi را به چم «فرزند، پسر» معنا کرده است. گریگور قاپانتسیان واژه skay را مرتبط با نام قومی ساکا یا اسکیث دانسته و بنابر این اسکایوردی را به معنای «پسر یک ساکا» یا به‌طور دقیق‌تر «از تبار ساکا» تفسیر می‌کند. به همین ترتیب، قاپانتسیان نام پارویر را همزاد پارتاتوآ یا پروتوتیس دانست که نام پادشاه سکایی قرن هفتم پیش از میلاد بود و در منابعی نظیر هرودوت و اکدی شناخته شده است. گئورگ جاهوکیان در عوض اسکایوردی و اسکای را به هم متصل می‌کند و با نام قومی از قبیله تراکیا به نام Skaioi ربط می‌دهد که به گفته وی معنی آن در زبان پروتو هندواروپایی از ریشهٔ * (s)kāi- آمده است و مفهوم «روشن» داشته. از نظر ترک دالالیان، این ریشه‌شناسی‌ها منطبق نیستند، زیرا تراکی‌ها اغلب با گروه‌های سکایی مخلوط می‌شدند. قبایل سکاها را به دلیل پوست روشن‌ترشان ممکن است با نام‌هایی به معنای «روشن» خوانده باشند. سورن یرمیان اشاره می‌کند که نام مذکور اشتقاق از واژهٔ سکایی * Spakāya است (که در آکدی اشپاکایا تلفظ می‌شده و نام سلف پارتاتوآ است). ایگور میخایلوویچ دیاکونوف اشاره کرده است که ارتباط پارویر با پارتاوا یا پروتوتیس مشکلات خاصی را به همراه دارد: پارویر یک تلفظ ارمنی‌شده از واژهٔ پارتی اشکانیParōdh است که نمی‌توان آن را از همان اصل ایرانی باستانی پارتاتوآ یا پارثاوا مشتق کرد (* Paratatava). بنابراین، مشخص نیست که چگونه یک نام اشکانی با صدای مشابه اما متفاوت جایگزین اصل سکایی شده است، زیرا نام و یاد پارثاوا، پادشاه سکاها، نمی‌تواند از طریق اشکانیان به ارمنیان منتقل گردد. مارتین شوارتز هرگونه ارتباط بین پارویر و پارتاتوآ را رد می‌کند، در عوض اولی را از زبان ایرانی باستان اخذ می‌کند که با ریشهٔ * uparauda- بوده و در زبان پارتی میانه به شکل * uparōδ به معنای 'بلند' درآمده، بنابر این استنتاج، وی معنی نام Paroyr Skayordi را به صورت «بلند، پسر غول» تعبیر می‌کند.